# 徒競走
徒競走（ときょうそう、英:Race）とは、一定距離を走り速さを競う競技。かけくらべ、かけっこともいう。
主に運動会・体育祭で行われる際、この呼称が用いられる。通常は競技場内で行われる短距離走を指すが、ハードル競技を含む場合がある。短距離走ではあるが、特に小学校や幼稚園・保育園においてはクラウチングスタートではなくスタンディングスタートで実施されることが一般的である。
近年、運動会で運動能力の違いを見せないためにあえて徒競走の着順はつけず、走っている園児・児童が全員で手を繋いで一斉にゴールするようにしている小学校や幼稚園、保育園も存在し、このことが無意味な平等主義だとして批判される場合がある。

## その他
- 近世江戸期、諸藩が藩士の訓練に徒競走を利用し、一例として、薩摩藩の子供は鹿児島から6里（約24キロメートル）離れた山まで競争した「荒平越えの横引き」を行い、また毎月20日に鹿児島から5里ほど離れた島津義弘の菩提寺・妙円寺まで下士の少年達が参詣する風習があった[2]。内容としては、握り飯を持たせ、朝四ツ（午前10時）に出て、午後2時までに往復9里（約35キロメートル）を競い合い、その中で一番早く着いたものを「筆頭第一」に記し、その日の名誉とした（前同 p.20.）。